# Acord de nivell de servei
Un Acord de Nivell de Servei o SLA (Service Level Agreement) és un contracte escrit entre un proveïdor de servei i el seu client en què es documenta el nivell acordat per a la qualitat del servei. Bàsicament defineix la relació entre ambdues parts: proveïdor i client. Un SLA identifica i defineix les necessitats del client a la vegada que controla les seves expectatives de servei en relació amb la capacitat del proveïdor, proporciona una àrea d'entesa, simplifica assumptes complicats, redueix les àrees de conflicte i afavoreix el diàleg davant la disputa.
També constitueix un punt de referència per al procés de millora contínua, ja que el poder mesurar adequadament els nivells de servei és el primer pas per millorar-los i d'aquesta forma augmentar els índexs de qualitat, el KPI, etc.

## Descripció
Un ANS és un acord negociat entre dues parts on una d'elles és el client i l'altra un proveïdor de serveis. Aquests acords poden estar vinculats legalment, o ser un contracte informal (relacions inter-departamentals). Els contractes entre els proveïdors de serveis i una tercera part són habitualment i de forma incorrecta, anomenats també ANS, encara que el nivell de servei ja ha estat definit pel client inicial i, per tant, l'acord entre terceres parts no és més que un contracte.
Els ANS defineixen un punt d'enteniment comú sobre serveis, prioritats, responsabilitats i garanties. Cada àrea de servei ha de tenir un ANS definit, que inclogui els nivells de disponibilitat, servei, rendiment o altres atributs del servei, com la facturació.
El nivell del servei també pot ser especificat com a objectiu i mínim, de manera que els usuaris puguin saber què esperar (mínim), mentre s'ofereix un objectiu que mostra el nivell de rendiment. En alguns contractes poden figurar penalitzacions en cas d'incompliment dels ANS. És important remarcar que els acords fan referència als serveis que rep l'usuari, però no a la forma en què el proveïdor ofereix aquest servei.
Els ANS s'han utilitzat des de finals dels anys 80 per part d'operadors de telecomunicacions com a part dels seus contractes amb clients empresarials. Aquesta pràctica s'ha estès fins a tal punt que actualment és habitual que un usuari signi un contracte amb un proveïdor de serveis que inclogui una sèrie d'ANS per pràcticament tots els mercats.
Els departaments de grans corporacions han adoptat també el sistema d'acords de nivell de servei respecte als clients interns, departaments de la mateixa organització, ja que mitjançant aquest sistema s'aconsegueix millorar la qualitat del servei.
Els ANS estan, per la seva naturalesa, basats en els resultats del servei rebut per l'usuari com a element de l'acord. Les organitzacions també poden definir i especificar el sistema pel qual el servei ha de ser complert mitjançant una especificació (especificació del nivell de servei). Aquest tipus d'acord rep el nom de input SLA, encara que aquest tipus d'acord ha quedat obsolet, ja que les organitzacions permeten als proveïdors seleccionar el mètode de compliment dels acords.

## Continguts habituals
Els ANS inclouen elements tals com la definició dels serveis, el mesurament del rendiment, la gestió dels problemes, els deures del client, les garanties i la finalització de l'acord.

## En la subcontractació
La subcontractació implica a la transferència de responsabilitats d'una organització a un proveïdor. La gestió d'aquest nou acord es realitza a través d'un contracte que pot incloure un acord de nivell de servei.
El contracte pot incloure penalitzacions econòmiques i la finalització del contracte si l'ANS s'incompleix de forma habitual. La disposició, seguiment i gestió dels ANS són una part important de la gestió amb proveïdors externs.
És habitual que els ANS específics siguin negociats com a part del contracte i que siguin utilitzats com una de les principals eines de gestió de subcontractació.